# Grad Vernek
Grad Vernek (nemško Werneck ) je stal nad naseljem  Vernek pri  Litiji, po katerem je prevzel ime.  Grad, ki je bil porušen leta 1258, in nato ponovno pozidan so pustili propasti sredi 16. stoletja; njegove ruševine so porabili pri gradnji bližnjega gradiča Pogonik, tako da so od njega ostale le še skromni sledovi na pogozdelem hribu.

## Zgodovina
Grad Vernek so po vsej verjetnosti postavili grofje Bogenski v prvi polovici 12. stoletja na skalnatem odrastku nad levim bregom Save in sicer na strateškem mestu iz katerega so lahko nadzorovali plovbo po reki Savi.  Na gradu so bili njihovi fevdniki vitezi Verneški. Po Bogenskih so posest imeli Višnjegorski, nato Andeški grofje,  preko njih pa okoli leta 1250  oglejski patriarh Bertold.  Na tem gradu je patriarh namestil oziroma je imel sedež oglejski vicedom za svojo posest na Kranjskem.  Pod gradom je bilo tudi istoimensko trško naselje. Oba je leta 1258 zavzel in porušil  koroški vojvoda Ulrik III. Spanheimski. V mirovni pogodbi med vojvodo in oglejskim patriarhom Gregorjem de Montelongo iz konca leta 1261 je Ulrik obljubil, da bo grad ponovno postavil. O izpolnitvi ni jasnih zgodovinskih virov, vsekakor pa je bil grad ponovno pozidan in nanj so se vrnili nekdanji gradiščani vitezi Verneški. 
Leta 1154 in 1156 je omenjen vitez Wolfold de Uernich, grad pa izrecno  kot »castrum Werdenech« v listini iz leta 1250. Med letoma 1270 in 1276 je grad zasedel češki kralj Otokar II., vendar pa je grad naprej ostal v oglejski lasti, v fevdu pa so ga imeli koroški vojvode. Tako je prišel v fevd Goriških grofov, ko so ti pridobili naslov koroških vojvod.
Goriški grofje so grad Vernek od leta 1335 dajali v sekundarni fevd  Ortenburškim grofom; na njem pa so bili gradiščani njihovi vazali vitezi Wernegkhi. V začetku 16. stoletja – verjetno po močnem potresu 1515 – so pl. Wernegkhi razpadajoči grad in gospoščino prodali Graffenwegerjem.   J. V. Valvasor poroča, da so ti iz njegovih ostankov zgradili grad Pogonik, nedaleč ob Savi, kamor so se preselili že sredi 16. stoletja.   Konec 17. stoletja so gospoščino kupili baroni Apfaltrerji, kot lastnina katerih se grad navaja tudi v 18. stoletju. Razvalina gradu se omenja še v abecednem seznamu graščin, gradov in gradičev na Kranjskem leta 1854.